# Qalih al-Saqa
'Qalih al-Saqa (tiếng Ả Rập: قلع السقا, còn được gọi là Qula hay ' Ayn al-Mayla) là một ngôi làng ở phía bắc Syria nằm ở phía tây Homs thuộc Tỉnh Homs. Theo Cục Thống kê Trung ương Syria, Qalih al-Saqa có dân số 340 người trong cuộc điều tra dân số năm 2004. Cư dân của nó chủ yếu là Alawites.